# Экка, Альберт
Альберт Экка (хинди अलबर्ट एक्का, англ. Albert Ekka; 27 декабря 1942, округ Гумла, Бихар, Британская Индия (ныне Джаркханд, Индия) — 3 декабря 1971, Читтагонг, Бангладеш) — военнослужащий индийской армии. Кавалер ордена Парам Вир Чакра — высшей военной награды Индии, которой награждаются индийские военнослужащие за проявление высшего героизма или самопожертвования перед лицом врага.

## Биография

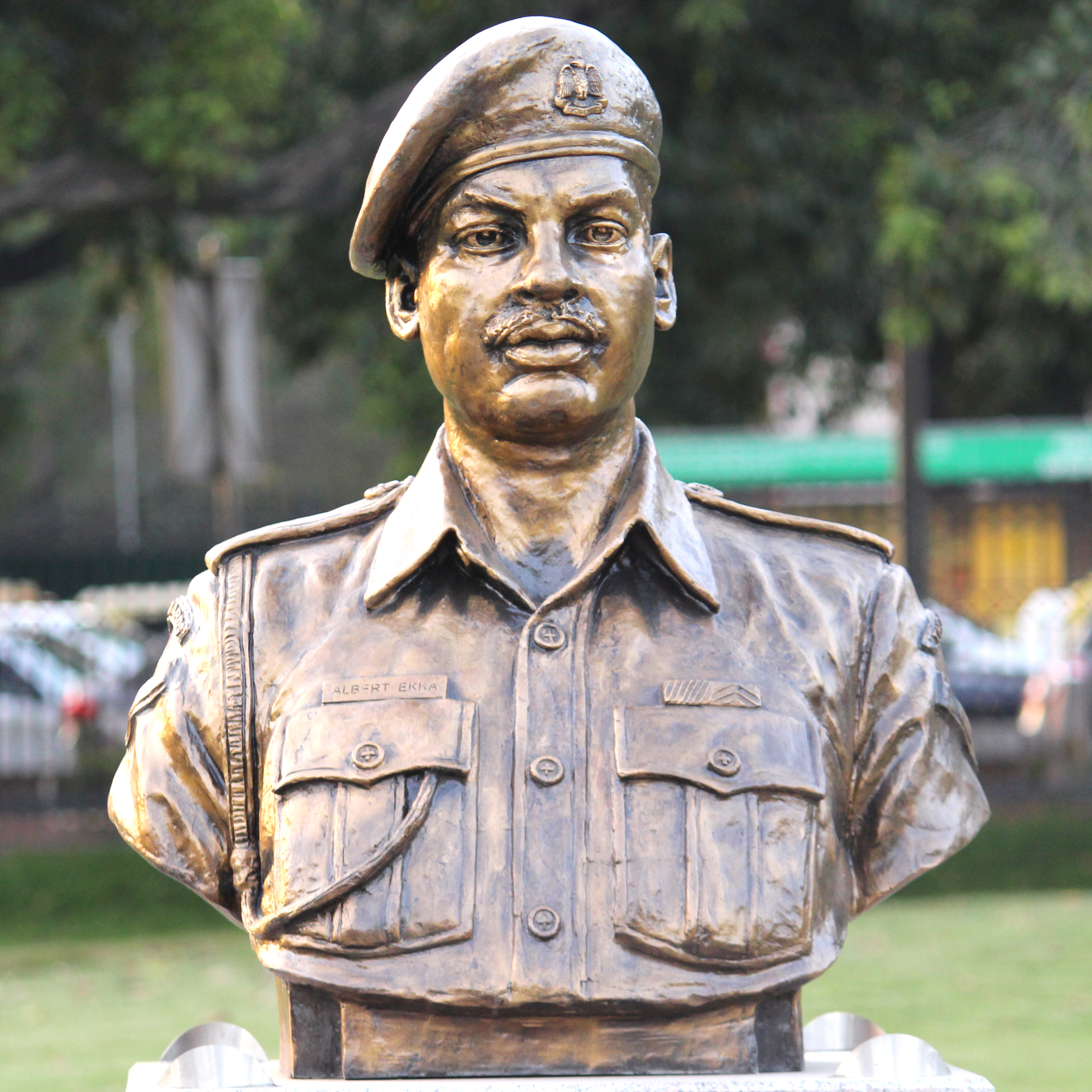
Бюст А. Экка в Национальном индийском военном мемориале в Нью-Дели

Представитель адиваси. В декабре 1962 года вступил в Бихарский полк, в составе которого участвовал в контрпартизанской войне на северо-востоке страны. Гвардеец. Младший капрал.
В 1971 году — участник Третьей индо-пакистанской войны. Отличился во время войны за независимость Бангладеш.
Во время атаки на укреплённые вражеские позиции обнаружил вражеский пулемёт, который наносит тяжёлые потери его роте. Игнорируя личную безопасность, атаковал вражеский дот, заколол штыком двух солдат противника и заставил замолчать пулемёт. Хотя получил серьёзное ранение в схватке, продолжал сражаться, мужественно зачищая бункер. Другой вражеский пулемет, продолжал сдерживать атаки индусов, нанося им тяжёлые потери. А. Экка подобрался к доту врага, забросил гранату в бункер, убил одного вражеского солдата и ранил другого. Однако пулемёт продолжал стрелять. Экка, несмотря на ранение, перелез через боковую стену и, ворвавшись в бункер, заколол штыком стрелявшего вражеского солдата и таким образом заглушил пулемет, спасая от дальнейших потерь свою роты и обеспечивая успех атаки. Однако, от полученных серьезных ран, скончался после захвата объекта.
Посмертно был награждён орденом Парам Вир Чакра.

## Память
- Установлен бюст А. Экка в Национальном индийском военном мемориале в Нью-Дели.
- Почта Индии в 2000 году выпустила марку с изображением героя.